# 宁海教案
宁海教案是1903年发生在清朝浙江省宁海县的一起教案，抗教的领导者为宁海大裏村人王錫桐，高峰时曾有近万人参加。教案中，宁海天主教堂被烧毁，神父朱国光被杀。此后在天主教浙江代牧区神父赵保禄的要求下，清政府出兵宁海，捕杀叶崇涓、王树和等抗教者，数个村庄被焚毁，而王錫桐则不知所终。教案以清政府和教会签署《浙江宁海法国教案议约》，赔款库平银十三万两结束。